# Jerome K. Jerome
Cet article possède un paronyme, voir Jérôme K. Jérôme Bloche.
Pour les articles homonymes, voir Jerome.
Jerome Klapka Jerome, dit Jerome K. Jerome, né à Walsall (Staffordshire, Angleterre) le 2 mai 1859 et mort à Northampton (Northamptonshire, Angleterre) le 14 juin 1927, est un écrivain britannique de romans humoristiques, principalement connu pour son livre Trois Hommes dans un bateau (1889).

## Biographie
Jerome Klapka Jerome est le quatrième enfant de Jerome Clapp (qui a changé son nom en Jerome Clapp Jerome), un quincaillier et prédicateur laïc protestant et de Marguerite Jones : le changement ultérieur du « Clapp » de Jerome Clapp Jerome fils en « Klapka » semble inspiré par le patronyme de Klapka, général hongrois exilé en Angleterre.
La famille, au départ aisée, glisse dans la pauvreté et les dettes ; à la suite d'investissements malheureux dans une mine de charbon, les affaires paternelles s'écroulent alors qu'il n'a que deux ans. Détestant l'école, dont il fustigera à de nombreuses reprises les méthodes dans ses livres, Jerome K. Jerome la quitte à quatorze ans, car orphelin de père à l'âge de treize ans, puis de mère à l'âge de quinze ans il doit subvenir par lui-même à ses besoins, et se voir contrarié dans ses ambitions de carrière politique ou littéraire. Il enchaîne alors les petits emplois : il collecte pendant quatre ans le charbon tombé au bord des voies pour le London and North Western Railway, puis journaliste, acteur et instituteur. Il se ménage cependant du temps pour l'écriture.
Son premier ouvrage, Sur la scène et en coulisse, est publié en 1885 et sera suivi de nombreux autres livres, pièces de théâtre et articles de journaux. En 1886 paraissent Les Pensées paresseuses d'un paresseux, son premier petit succès. Mais c'est surtout Trois Hommes dans un bateau, paru en 1889, qui le fait connaître du grand public. Le succès est tel qu'on estime à environ un million le nombre de copies pirates qui circulent dans le monde à l'époque. Ce livre reste le plus connu de Jerome K. Jerome. Toutefois, il ne rencontrera jamais le succès critique. Max Beerbohm dira notamment de lui qu'il est un « auteur de dixième ordre qui nous inonde de ses produits de dixième ordre », alors même que l'éditeur Harrowsmith croule sous l'effet de la demande, déclarant ironiquement que le public doit sûrement « manger les livres ».
En 1892 avec Robert Barr, il lance un premier périodique littéraire et satirique, The Idler dans lequel paraissent des romans en feuilletons, entre autres de science-fiction. En novembre 1893, il fonde le magazine hebdomadaire To-Day, mais suspend la publication en 1905 à cause d'un procès en diffamation et de problèmes financiers.
Jerome K. Jerome voyage à travers le monde, notamment en Europe, en Russie et aux États-Unis. En 1914, alors qu'éclate la Première Guerre mondiale, il se rend en France et s'engage dans le conflit comme ambulancier. Deux ans plus tard, il est de retour en Angleterre et continue d'écrire.
En 1926, il publie son autobiographie : Ma vie et mon temps (My Life and Times). L'année suivante, il est nommé citoyen d'honneur de la municipalité de Walsall avant de mourir d'une hémorragie intracérébrale à l'âge de soixante-huit ans.

## Son style
Homme réputé pessimiste et triste par nature, Jerome K. Jerome développera paradoxalement un style humoristique bien à lui. Ses récits, presque toujours fondés sur ses propres expériences, sont écrits avec un humour souvent absurde, s'établissant sur un fort comique de situation et aimant à pointer les incohérences du comportement humain et par là même de la société dans son ensemble. Le ton employé, quant à lui, reste toujours faussement sérieux, tout en étant simple et direct, Jerome K. Jerome ayant l'habitude de s'adresser directement au lecteur dans ses ouvrages (« cher lecteur » y dit-il souvent).
Son style influencera de nombreux auteurs comiques, en particulier Terry Pratchett, qui combinera cet humour à la profondeur de l'œuvre de J. R. R. Tolkien pour créer son Disque-monde, satire moderne prenant comme base un univers d'heroic fantasy.
Jerome K. Jerome a également écrit quelques ouvrages au ton plus grave et sérieux, mais ce n'est pas là l'aspect distinctif retenu par le public.

## Œuvre parue en France
Note : la 1re date est celle de la 1re édition française.
Romans
- 1894 : Trois Hommes dans un bateau[2] (Three Men in a Boat, 1889)

(Texte sur Gallica))
- 1922 : Les Trois Hommes en Allemagne[3] / Trois Hommes en balade / Trois Hommes sur un vélo (Three men on the bummel, 1900)[4]

(Texte sur Gallica))
- 1924 : Mes enfants et moi (They and I, 1909)[5],[6]
- 1932 : L’Allemagne et moi (Diary of a pilgrimage, 1910)[7]
- 1934 : Éloge de ma paresse (Second thoughts of an idle fellow, 1898)[8]
- 1937 : Tommy and Co (Tommy and Co, 1904)[9]
- 1991 : Pensées paresseuses d'un paresseux (Idle thoughts of an idle fellow, 1886)[10]
- 1992 : Arrière-pensées d’un paresseux (Second thoughts of an idle fellow, 1898)[11]
- 1993 : Journal d'un touriste (Diary of a pilgrimage, 1891)[12]
- 2021 : Eux et moi (They and I, 1909), traduction de Maurice Beerblock, L'Arbre vengeur

Nouvelles
- 1891 : Ah ! le beau rêve ou La Nouvelle Utopie (The New Utopia, 1899).
- 1932 : Une bonne surprise[13].

Autobiographie
- 2014 : Ma vie et mon temps (My Life and Times, 1926)[14]

Pièces de théâtre adaptées en France
- 1927 : Fanny et ses gens (Fanny and the Servant Problem, 1909)[15]
- 1933 : Le Locataire du troisième sur la cour, une rêverie (The Passing of the Third Floor Back, 1908)[16]
- 1956 : L'Amazone et l'accordeur (Miss Hobbs, 1902)[17]
- 1961 : L’Âme de Nicolas Snyders (The Soul Of Nicholas Snyders, 1925)[18],[19]

## Adaptation au cinéma
- 1935 : The Passing of the Third Floor Back, film anglais de Berthold Viertel avec Conrad Veidt et Anna Lee. Adapté de la pièce de théâtre Le Locataire du troisième sur la cour, une rêverie.